# 자이나프 다이베코바
자이나프 카즈베코브나 다이베코바(우즈베크어: Zaynab Kazbekovna Dayibekova, 러시아어: Зайна́б Казбе́ковна Дайибекова, 2002년 11월 19일~)는 우즈베키스탄의 펜싱 선수로 주 종목은 사브르이다. 2020년 하계 올림픽과 2024년 하계 올림픽에 참가했으며 아시안 게임에서 금메달 1개, 동메달 1개를 획득했다.

## 수상

### 수훈
- 슈흐라트 메달(2021년 6월 30일)
- 용기 메달(2021년 8월 13일)